# Melianthus comosus
Melianthus comosus är en tvåhjärtbladig växtart som beskrevs av Vahl. Melianthus comosus ingår i släktet Melianthus och familjen Melianthaceae. Inga underarter finns listade i Catalogue of Life.